# Bund Deutscher Wanderer
Der Bund Deutscher Wanderer (BDW) war eine Vereinigung von Schülern und Erwachsenen mit Einfluss auf die frühe Jugendbewegung.

## Geschichte
1905 gründeten fünf Unterprimaner, einer von ihnen der spätere Gründer der Deutschen Akademischen Freischar Knud Ahlborn, und zwei gleichaltrige Kaufleute den Hamburger Wanderverein. Aufgrund der Tatsache, dass zwei der Mitglieder Kaufleute waren, galt der Wanderverein als Verein im Sinne des Bürgerlichen Gesetzbuches und unterstand somit nicht der Schulaufsicht. In der Gründungssatzung des Vereins stand geschrieben:

„Zweck des Vereins ist die Veranstaltung von Ausflügen in die Umgebung Hamburgs zur körperlichen Kräftigung und zur Hebung des Interesses für die Natur und von geselligen Vereinigungen, zur Anbahnung eines ungezwungenen Verkehrs sowie zur gegenseitigen Unterstützung und Belehrung.“

Ab dem Jahr 1906 gab der Verein die Zeitschrift Der Wanderer heraus. Innerhalb eines Jahres wuchs der Verein auf mehr als 100 Mitglieder an. Weitere Gruppen gründeten sich in anderen Städten, die sich 1909 zum Bund Deutscher Wandervereine, dem späteren Bund Deutscher Wanderer zusammentaten. Bis Mitte 1913 wuchs der Bund auf 4.000 Mitglieder in 140 Ortsgruppen an. Neben den Wanderungen gab es Vortragsabende mit akademischen Anspruch. So sah Ahlborn ein wesentliches Unterscheidungsmerkmal zum Wandervogel im „...auf Gegenwarts- und Zukunftsgestaltung eingestelltem Gemeinschaftswollen...“ des BDW. Eine besondere Zusammenarbeit bestand mit der studentischen Deutschen Akademischen Freischar die 1913 in einer gemeinsamen Arbeitsgemeinschaft manifestiert wurde. Die Bundesfarben des BDW waren Schwarz-Blau-Gold, die Replik einer Bundesfahne ist im Gedenkraum der Jugendburg Ludwigstein ausgestellt.
Der Verein war Mitbegründer der Freideutschen Jugend und Mitausrichter des Ersten Freideutschen Jugendtages auf dem Hohen Meißner im Oktober 1913.
In der Festschrift zur Jahrhundertfeier auf dem Hohen Meißner wird ein Ideal des Bundes wie folgt beschrieben:

„Vom Wanderer zum Menschen, das ist unsere Erkenntnis und unser Ziel.“

An gleicher Stelle steht zum Wandervogel geschrieben:

„Wir sind neben unserem mächtigen Vetter, dem Wandervogel, nur eine kleine Schar, zerstreut im ganzen Reich, doch durch ein gemeinsames Streben zum festen Bund geeint.“

Flügelkämpfe über die politische Ausrichtung, welche nach 1919 zwischen Kommunisten und gemäßigteren Mitgliedern entstanden, wurden durch die Fokussierung auf die ursprünglichen Ziele des Bundes, Fahrten und Treffen durchzuführen, beendet.
Nach der Machtergreifung der Nationalsozialisten löste sich der Bund im März 1934 auf, um der Eingliederung in den Deutschen Bergsteiger- und Wanderbund durch den damaligen Reichssportführer Karl Ritter von Halt zu entgehen.

## Bekannte Mitglieder
- Knud Ahlborn, Arzt
- Ferdinand Goebel – Wandervogel, Herausgeber zahlreicher Zeitungen und Schriften
- Christian Schneehagen, Mitorganisator des Ersten Freideutschen Jugendtages
- Karl Voelkel, Siedler und Biobauer, Pionier der späteren Biokelterei Voelkel